# Luciana Popescu
Andreea Luciana Popescu (născută Marin, 13 octombrie 1988, în Slatina, România) este o handbalistă din România care joacă pentru Minaur Baia Mare pe postul de coordonator de joc. Între 2012 și 2016, ea a fost componentă a echipei naționale a României.

## Biografie
Luciana Marin a început să joace handbal la vârsta de 9 ani, la Slatina. Prima legitimare a avut-o la CSȘ-LPS Slatina, iar primul ei antrenor a fost Victor Dăbuleanu. Luciana provine dintr-o familie de sportivi: tatăl ei a practicat fotbalul și luptele, în timp ce sora ei a jucat handbal și a fost vicecampioană națională la suliță atât la tineret, cât și la senioare. Influențată de sora ei a ajuns pe semicercuri:
„Sora mea a fost cea care m-a făcut să îmi placă handbalul, pentru că ea practica de câțiva ani și îmi doream și eu să fiu ca ea!”
A fost campioană națională la junioare III, în 2003, la junioare II, în 2004 și 2005, la junioare I, în 2007 și vicecampioană în 2006.  În 2007 a participat împreună cu echipa de tineret a României la Campionatul European pentru Tineret din Turcia, unde a câștigat medalia de bronz. De asemenea, a participat la ediția 2008 a Campionatului Mondial pentru Tineret din Macedonia unde România s-a clasat pe locul zece. Din 2006 a evoluat pentru echipa de senioare KZN Slatina, în Divizia A, cu care în sezonul 2007-2008 va promova în Liga Națională. După retrogradarea, la sfârșitul sezonului 2008-2009, a echipei slătinene, Luciana a semnat cu Oltchim Râmnicu Vâlcea un contract pe patru ani. În sezonul 2009-2010 va fi împrumutată la Știința Bacău, iar în perioada 2010-2013 la HCM Roman. Participă cu selecționata României la Campionatul Mondial Universitar Ungaria 2010, unde aceasta a obținut medaliile de argint.
În aprilie 2013, Luciana a semnat un contract pe trei sezoane cu HCM Baia Mare. Cu echipa băimăreană a devenit campioană în sezonul 2013-2014, iar în sezoanele 2014-2015 și 2015-2016 vicecampioană. De asemenea, în 2013 a cucerit Supercupa României și a jucat în grupele Ligii Campionilor 2013-2014. La Campionatul Mondial din 2013 din Serbia a făcut parte din selecționata României, care a ocupat locul zece. Câștigă în 2014 pe lângă campionat, cupa și Supercupa României. Din cauza unei accidentări ratează prezența la Euro 2014 din Ungaria si Croația. Medalia de argint din sezonul 2014-2015 și o nouă Cupă a României, sunt urmate de un sfert de finală în Liga Campionilor 2014-2015. Supercupa României câștigată în 2015 este urmată de locul 3  în Cupa României ediția 2015-2016, și un sfert de finală în Liga Campionilor ediția 2015-2016.
În decembrie 2015 a făcut parte din echipa României care a câștigat medalia de bronz la Campionatul Mondial desfășurat în Danemarca. De asemenea, a fost  prezentă în lot la turneul de calificare la Jocurile Olimpice. Odată cu desființarea echipei de handbal feminin HCM Baia Mare la sfârșitul sezonului sezonului 2015-2016, Luciana Popescu a semnat, în iunie 2016, cu HCM Roman, cu care a evoluat în Cupa EHF 2016-17. În 2018, după ce a devenit mamă, a semnat cu CS Minaur Baia Mare, iar la sfârșitul sezonului 2018-2019 s-a transferat la CSM Slatina. Întrebată despre ce va face după încheierea carierei de jucătoare Luciana a declarat:
„Da, bineînțeles că m-am gândit ce voi face după ce se va încheia cariera de sportiv, pentru că știm cu toții că nu este atât de longevivă pe cât ne-am dori noi. Vreau să îmi fac propriul meu cabinet de kinetoterapie și să mă ocup de fotografie, dacă timpul îmi va permite!”
În data de 23 martie 2016, handbaliștii Andreea Luciana Marin (HCM Baia Mare) și Andrei Popescu (Minaur Baia Mare) s-au căsătorit. Nunta celor doi a avut loc sâmbătă, 2 iulie 2016.

## Palmares

### Club
- Liga Campionilor:
  - Sfertfinalistă: 2015, 2016
  - Grupe: 2014

- Cupa EHF:
  - Turul 2: 2017

- Liga Națională:
  -  Câștigătoare: 2014
  -  Medalie de argint: 2015, 2016

- Cupa României:
  -  Câștigătoare: 2014, 2015
  -  Medalie de bronz: 2016

- Supercupa României:
  -  Câștigătoare: 2013, 2014, 2015
  -  Finalistă: 2016

- Campionatul Național de Junioare I
  -  Câștigătoare: 2007
  -  Medalie de argint: 2006

- Campionatul Național de Junioare II
  -  Câștigătoare: 2004, 2005

- Campionatul Național de Junioare III
  -  Câștigătoare: 2003

### Echipa națională
- Campionatul Mondial:
  -  Medalie de bronz: 2015

- Campionatul Mondial Universitar:
  -  Medalie de argint: 2010

- Campionatul European pentru Tineret:
  -  Medalie de bronz: 2007

## Statistică goluri și pase de gol
Conform Federației Române de Handbal, Federației Europene de Handbal și Federației Internaționale de Handbal:
| Sezon               | Echipă | Goluri |
| ------------------- | ------ | ------ |
|                     |        |        |
| 2010-11             |        |        |
| HCM Roman           | 161    |        |
|                     |        |        |
| 2011-12             |        |        |
| HCM Roman           |        |        |
|                     |        |        |
| 2012-13             |        |        |
| HCM Roman           | 89     |        |
|                     |        |        |
| 2013-14             |        |        |
| HCM Baia Mare       | 82     |        |
|                     |        |        |
| 2014-15             |        |        |
| HCM Baia Mare       | 58     |        |
|                     |        |        |
| 2015-16             |        |        |
| HCM Baia Mare       | 31     |        |
|                     |        |        |
| 2016-17             |        |        |
| CSM Roman           | 63     |        |
|                     |        |        |
| 2018-19             |        |        |
| CS Minaur Baia Mare | 20     |        |
|                     |        |        |
| 2019-20             |        |        |
| CSM Slatina         | 66     |        |
|                     |        |        |
| 2020-21             |        |        |
| CSM Slatina         | 177    |        |
|                     |        |        |
| 2021-22             |        |        |
| CSM Slatina         | 116    |        |
|                     |        |        |
| 2022-23             |        |        |
| CS Minaur Baia Mare | 61     |        |
|                     |        |        |
| 2023-24             |        |        |
| CS Minaur Baia Mare | 27     |        |

| Sezon               | Echipă | Goluri |
| ------------------- | ------ | ------ |
|                     |        |        |
| 2012-13             |        |        |
| HCM Roman           | 8      |        |
|                     |        |        |
| 2013-14             |        |        |
| HCM Baia Mare       | 19     |        |
|                     |        |        |
| 2014-15             |        |        |
| HCM Baia Mare       | 2      |        |
|                     |        |        |
| 2015-16             |        |        |
| HCM Baia Mare       | 10     |        |
|                     |        |        |
| 2016-17             |        |        |
| CSM Roman           | 3      |        |
|                     |        |        |
| 2018-19             |        |        |
| CS Minaur Baia Mare | -      |        |
|                     |        |        |
| 2019-20             |        |        |
| CSM Slatina         | 4      |        |
|                     |        |        |
| 2020-21             |        |        |
| CSM Slatina         | 4      |        |
|                     |        |        |
| 2021-22             |        |        |
| CSM Slatina         | 4      |        |
|                     |        |        |
| 2022-23             |        |        |
| CS Minaur Baia Mare | 4      |        |
|                     |        |        |
| 2023-24             |        |        |
| CS Minaur Baia Mare | 3      |        |

| Sezon         | Echipă | Goluri |
| ------------- | ------ | ------ |
|               |        |        |
| 2012-13       |        |        |
| HCM Baia Mare | 1      |        |
|               |        |        |
| 2013-14       |        |        |
| HCM Baia Mare | 5      |        |
|               |        |        |
| 2014-15       |        |        |
| HCM Baia Mare | 2      |        |
|               |        |        |
| 2015-16       |        |        |
| CSM Roman     | -      |        |

| Ediția          | Echipă | Goluri | Pase de gol |
| --------------- | ------ | ------ | ----------- |
|                 |        |        |             |
| Turcia 2007     |        |        |             |
| România tineret | 27     | 8      |             |

| Ediția          | Echipă | Goluri | Pase de gol |
| --------------- | ------ | ------ | ----------- |
|                 |        |        |             |
| Macedonia 2008  |        |        |             |
| România tineret | 57     |        |             |

| Ediția       | Echipă | Goluri | Pase de gol |
| ------------ | ------ | ------ | ----------- |
|              |        |        |             |
| Ungaria 2010 |        |        |             |
| România      | 9      |        |             |

| Ediția         | Echipă | Goluri | Pase de gol |
| -------------- | ------ | ------ | ----------- |
|                |        |        |             |
| Sebia 2013     |        |        |             |
| România        | 12     | 21     |             |
|                |        |        |             |
| Danemarca 2015 |        |        |             |
| România        | 4      | 5      |             |

| Sezon         | Echipă | Goluri |
| ------------- | ------ | ------ |
|               |        |        |
| 2013-14       |        |        |
| HCM Baia Mare | 26     |        |
|               |        |        |
| 2014-15       |        |        |
| HCM Baia Mare | 25     |        |
|               |        |        |
| 2015-16       |        |        |
| HCM Baia Mare | 11     |        |

| Sezon     | Echipă | Goluri |
| --------- | ------ | ------ |
|           |        |        |
| 2016-17   |        |        |
| CSM Roman | 2      |        |